# YouGov
YouGov er en internationalt internet-baseret analyse- og konsulentorganisation, som blev oprettet i Storbritannien i 2000 og senere udvidet til adskillige lande.
YouGov-gruppen bestod i februar 2012 af firmaer fra Canada, USA (YouGov Polimetrix), Tyskland (YouGov Psychonomics) og Skandinavien (YouGov Zapera), Central-, Syd- og Østeuropa samt Mellemøsten og Nordafrika.
Organisationen anvender internettet som dataindsamlingsmedie for markeds- og interessentanalyser.